# Josefine Cronholm

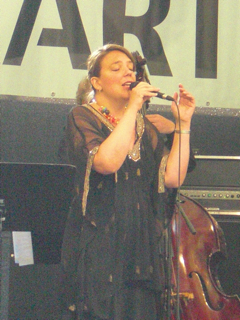
Josefine Cronholm
2011 im Konzert von Marilyn Mazurs Celestrial Circle
bei der KlangArt Wuppertal

Josefine Cronholm (* 13. Mai 1971 in Småland) ist eine schwedische Jazz-Sängerin und Komponistin.

## Leben und Wirken
Cronholm war als Jugendliche Mitglied in mehreren schwedischen Vokalgruppen und trat 1991 in brasilianischen Clubs auf. Sie begann ihr Musikstudium in Schweden und absolvierte das Königlich-Dänische Musikkonservatorium in Kopenhagen. 1997 trat sie als Mitglied von Django Bates’ Human Chain im Rahmen des Jazzpar 97 auf und wurde dann Mitglied der Bands von Marilyn Mazur, mit der sie auch in Deutschland tourte. Sie trat auch mit  dem New Jungle Orchestra von Pierre Dørge auf. 1998 gründete sie die Gruppe Ibis, mit der sie 2 Alben aufnahm. Daneben  tritt sie mit der Gruppe String Swing von Søren Siegumfeldt auf, mit der sie 2005 auf dem Jazzfestival von Kopenhagen erfolgreich war. Weiterhin war sie mit Frans Bak an der Musik von Kommissarin Lund beteiligt.
2003 wurde Cronholm als Jazz i Sverige-Künstler ausgezeichnet. In Frankreich erhielt sie den Choc, in Dänemark den Danish Grammy Award mit String Swing und den Palæ Bar Prize.

## Diskografie (Auswahl)
- Josefine Cronholm & Ibis: Wild Garden (2001, mit Flemming Agerskov, Henrik Sundh, Thommy Andersson, Lisbeth Diers)
- Josefine Cronholm & Ibis: Hotel Paradise (2003)
- Songs of the Falling Feather (2010)
- Ember (2018)
- Josefine Cronholm, Kirk Knuffke, Thommy Andersson: Near the Pond (2017)
- Josefine Cronholm Near the Pond: Wild Geese (2025, mit Kirk Knuffke, Ben Clausen, Thommy Andersson sowie Lena Fankhauser, Marta Potulska, Melissa Coleman)

### Kollaborationen
Mit ARC:
- Archipelago (2013)

Mit Marilyn Mazur:
- All the birds (2002)
- Celestial Circle (2011)
- Flamingo Sky (2014)

Mit Django Bates:
- Quiet Nights (1999)

Mit Thommy Andersson:
- Pending Dialogs (2009)
- Woodspine (2017)

Mit Steen Rasmussen:
- Presenca (2015)
- Amanha, I morron, Tomorrow (2009)
- Milton på Svenska (2023)[1]

Mit Frans Bak:
- Natsange (1999)
- " Forbrydelsen" (2007)
- Sound of North (2016)

Mit New Jungle Orchestra:
- Giraf (1998)
- Zig Zag Zimfoni (2000)
- Cheek to Cheek (2004)
- At the Royal Playhouse (2009)

Mit String Swing:
- Greatest Hits (1997)
- Red Shoes (2001)
- Blue Hat (2005)